# Capanema (Pará)
Capanema é um município brasileiro do estado do Pará. Localiza-se a uma latitude 01º11'45" sul e a uma longitude 47º10'51" oeste, estando a uma altitude de 24 metros. Localizado na região nordeste do estado do Pará com uma população estimada em 2022 de 70.394 habitantes.

## Etimologia
A origem do nome Capanema se deu por ocasião da construção da rede telegráfica construída pelo engenheiro Guilherme Schüch, o barão de Capanema. O nome do rio Capanema também foi dado em sua homenagem, pois este descansava com sua equipe à beira do rio durante os intervalos de trabalho.
Guilherme Schüch que depois foi reconhecido como Guilherme Capanema nasceu em 1824 em Ouro Preto, foi um militar, naturalista, engenheiro e físico, também foi integrante da comitiva real da imperatriz Maria Leopoldina de Áustria, um importante visionário na fundação da cidade de Capanema.
A cidade de Capanema antes de seu desmembramento fazia parte da cidade de Bragança, e que anteriormente seu nome foi denominado Quatipuru no dia 31 de julho de 1879 só anos depois em 1910 com a presença de Guilherme Schüch e a construção do telégrafaco que sua nomeação e fundação tomou sentido. 

## História
O marco inicial do povoamento foi o sítio Arapeua. O nome do rio e da Vila foram dados em homenagem ao Barão de Capanema, Guilherme Schüch,.
O Barão era mineiro, da freguesia de Antônio Pereira (município de Ouro Preto), nascido em 1824, filho do austríaco Rochus Schüch (integrante da comitiva da Imperatriz Maria Leopoldina de Áustria).
Schüch em 11 de maio de 1852 fundou o Telegrapho Nacional, sendo o primeiro e único diretor. Este comandou a instalação das primeiras redes telegráficas do norte do Brasil.
O município obteve um grande impulso para o seu desenvolvimento econômico com a chegada da Estrada de Ferro de Bragança em 1907, que realizava o escoamento de sua produção agrícola, ligando o município aos portos da capital Belém e da cidade de Bragança, além de realizar o transporte local de passageiros. A ferrovia foi desativada em dezembro de 1964 e extinta no ano seguinte, em 1965.
Quatipuru foi o primeiro nome dado ao município, devido à abundância de roedores – coatipuru ao acutipuru “sciurus aestucus” – existentes na região. Posteriormente, recebeu a denominação de Siqueira Campos e, a partir de 1938, passou a ser designado de Capanema.
Mas a origem real do nome Capanema, se deu por ocasião da construção da rede telegráfica construída pelo engenheiro Guilherme Schüch, mineiro da freguesia de Antônio Pereira, município de Ouro Preto, nascido em 17 de janeiro de 1824, filho de austríacos. Estudou engenharia na Escola Politécnica de Viena, e voltou ao Brasil com todas as credenciais que a moderna formação científica lhe permitia. Sob os auspícios do imperador, em 11 de maio de 1852 fundou o Telegrapho Nacional, do qual foi o primeiro e único diretor.
O nome Rio Capanema foi dado também em homenagem a ele, pois era a beira do rio que Guilherme Schüch e sua equipe paravam para descansar nos intervalos de trabalho.
Quatipuru foi o primeiro nome dado a este município devido à grande presença de roedores, especificamente o coatipuru ou acutipuru "sciurus aestucus", que era abundante na região. Mais tarde, a localidade foi denominada Siqueira Campos e, a partir de 1938, passou a ser conhecida como Capanema.
A verdadeira origem do nome Capanema está relacionada à construção da rede telegráfica liderada pelo engenheiro Guilherme Schüch. Nascido em 17 de janeiro de 1824, em Antônio Pereira, município de Ouro Preto, Guilherme Schüch era descendente de austríacos. Ele estudou engenharia na Escola Politécnica de Viena e trouxe consigo uma formação científica moderna ao retornar ao Brasil. Sob o patrocínio do imperador, em 11 de maio de 1852, ele fundou o Telegrapho Nacional e foi seu primeiro e único diretor.
O nome "Rio Capanema" também foi escolhido em homenagem a Guilherme Schüch, pois era nas margens desse rio que ele e sua equipe faziam pausas durante o trabalho na construção da rede telegráfica. O município de Capanema originalmente era chamado Quatipuru. A Lei da Província nº 934, de 31 de julho de 1879, criou o município, com sede na povoação de Quatipuru, que foi desmembrada do município de Bragança. A alteração do nome foi devido a uma confusão com o nome Acutipuru, que se refere ao caxinguelê na região amazônica.
Fundado no local conhecido como Arapeua, propriedade de Joaquim da Silva, esse local serviu como marco inicial do povoamento. Os primeiros habitantes eram em sua maioria naturais do Estado. A construção da estrada de ferro começou em 1903, durante o auge da produção de borracha na região amazônica, o que atraiu numerosas famílias de agricultores do Nordeste. Essas famílias contribuíram significativamente para o rápido desenvolvimento do município.
Capanema-PA também sofreu influências de um grupo de colonizadores, na sua maioria migrantes nordestinos, que enxergavam na Amazônia uma região rica e produtiva, um refúgio para escapar da miséria causada pela seca no nordeste brasileiro. Devido a esse processo migratório, o povoado de Capanema experimentou um notável crescimento ao longo do século XX.
Guilherme Schüch, um engenheiro especializado em telegrafia, liderou a equipe responsável pela implementação de telégrafos para atender às futuras ferrovias a serviço de D. Pedro II e, posteriormente, da República Brasileira.

### Formação administrativa
Em 1900, as injunções políticas da época fizeram com que fosse extinto o Município de Quatipuru e seu território anexado aos municípios de Salinópolis e Bragança.
Em 1902, ocorreu a restauração, ano em que foi criado o distrito de Capanema, com a Lei Municipal nº 832 (de 24 de outubro de 1902), ligado ao município de Quatipuru.
Em 1908, a sede do Município de Quatipuru passou a denominar-se Siqueira Campos, voltando à primitiva denominação em 1910.
Em 1911, o distrito de Capanema administrativamente está ligado ao distrito de Mirasselvas.
Em 1930, a sede de Capanema passou a denominar-se Siqueira Campos, Em 1938, o topônimo foi mudado para Capanema.
A reforma administrativa de 1902 resultou na criação do distrito de Capanema, estabelecido pela Lei Municipal nº 832, datada de 24 de outubro de 1902. Inicialmente, esse distrito estava subordinado ao município de Quatipuru. Em outras palavras, Quatipuru, uma comunidade que emergiu no século XIX e se tornou independente de Bragança em 1883, passou a exercer uma influência predominante na região.
Na divisão administrativa de 1911, o distrito de Capanema estava inserido no município de Mirasselvas. Os anos 1920 ficaram marcados pelo processo da Revolução de 1930, que culminou no golpe responsável por colocar Getúlio Vargas no poder em 1930. Essa mudança política de alcance nacional, evidentemente, teve reflexos e consequências tanto na esfera regional quanto na municipal.

## Cultura
Religiosidade:
O período de 1911 a 1930 é notável pela expansão da influência da igreja nas regiões Norte e Nordeste do Brasil. Com o rápido declínio da indústria da borracha, a migração interna se tornou uma realidade significativa, forçando os ex-seringueiros a buscar meios alternativos de sobrevivência. A partir da metade do século XX, as principais metrópoles brasileiras passaram por um processo amplo de urbanização, agravando ainda mais o quadro das migrações internas para as grandes cidades. Isso teve como resultado o notável crescimento das igrejas em grande parte do país.
Martin Lutero desempenhou um papel crucial no desenvolvimento do cristianismo durante esse período. Sua influência foi de extrema importância na redefinição das práticas da igreja, muitas vezes usadas em benefício próprio. Lutero não apenas criticou essas práticas, mas também introduziu novas abordagens para serem adotadas nas igrejas.
Em última análise, ao estabelecer essa relação historiográfica, é importante destacar que a religião desempenhou um papel de grande importância na sociedade brasileira, especialmente na cidade de Capanema, no Pará. Com o passar do tempo, ocorrerão inúmeras transformações, mas nunca devemos esquecer que, na década de 1930, durante o declínio da indústria da borracha no país, e especialmente na região norte, a religião se apresentou como uma das formas pelas quais muitos imigrantes encontraram conforto e apoio em um período difícil. Além disso, é crucial reconhecer que a religião desempenhou um papel de grande relevância nesse período e que Capanema sempre honrará essa tradição religiosa que perdura há muitos anos.

## Geografia
Capanema está distante 160 km de Belém pela rodovia (BR 316). É o município mais desenvolvido da Região Bragantina do Nordeste Paraense. Uma das principais atividades econômicas do município é a  fabricação de cimento, sendo a fábrica de cimento Nassau a primeira do estado do Pará. Capanema é a cidade que possui melhor desenvolvimento econômico da Região Bragantina, isso pode ser comprovado pelo PIB per capta que está acima da média regional. Porém ainda existem grandes problemas na infraestrutura local, como pavimentação de vias, esgoto e abastecimento de água.

## Estrutura urbana

### Meios de Comunicação
Capanema conta com projeto do Governo do Estado, consiste na instalação de redes de rádio de alta capacidade, que distribuem o sinal do Navegapará nos municípios, viabilizando ações como telemedicina, tele-educação e segurança pública, além da interligação nos municípios atendidos.

### Telefonia
Capanema possui cobertura de quatro operadoras de telefonia móvel:
- Claro
- Tim
- Vivo

### Canais de Televisão
- Cultura Capanema (canal 9 VHF)
- Record Capanema (canal 7 VHF) (Filiada a Record)
- Sbt Capanema (canal 6 VHF) (Filiada ao SBT)
- TV Amazônia (cana 13 VHF) (Filiada à Band)
- TV Liberal Capanema (cana 24 UHF) (Filiada à Globo)
- TV Nazaré (canal 18 UHF)

### Rádios
- Princesa FM (106.1 MHz)
- Educativa FM (105.7 MHz)
- Antena C FM (104.9 MHz)
- SBT FM (87.7 MHz)

## Bairros
- Almir Gabriel
- Aparecida
- Areia Branca
- Caixa D'água
- Caíque
- Campinho
- Centro
- Dom João VI
- Fátima
- Guara suco
- Garrafão
- Igrejinha
- Inussúm
- Multirão
- Nazaré
- Oliveira Brito
- Pedreira
- Portelinha
- Primeira
- Samambaia
- Santa Cruz
- Santa Luzia
- São Cristóvão
- São Pedro e São Paulo
- São José
- São Pio X
- Tancredo Neves
- Três de Maio
- Povoado do Igarapé Apara
- Povoado de Menino Jesus
- Povoado de Monte Alegre (Curral Velho)
- Povoado de Nova Assis (Km 11)
- Vila Mirasselvas
- Vila Segredinho
- Vila Tauarí

## Economia
É considerada a principal cidade-polo da região Bragantina pela sua localização geográfica e pelas suas taxas de IDH e de PIB per capita. Possui comércio bem desenvolvido, capaz de atender a vários municípios da região, há inúmeros consumidores vindos de municípios vizinhos que aquecem a economia local, o que deixa o centro comercial da cidade com grande movimento.
A cidade possui um estádio, chamado Estádio Leandro Pinheiro.

## Eleições 2010
Capanema foi o primeiro município do Pará, e um dos 43 do Brasil, a serem escolhidos pelo Tribunal Superior Eleitoral (TSE) a ter o voto biométrico, em que o eleitor é reconhecido na seção eleitoral por impressão digital e por foto na hora do voto, mecanismo de segurança para evitar fraudes nas votações. O próprio eleitor vai liberar a urna eletrônica para a votação.